# Malena Ernman
Malena Ernman (rojena kot Sara Magdalena Ernman), švedska operna pevka – mezzosopranistka; * 4. november 1970, Uppsala, Švedska.
Malena Ernman je obiskovala Švedsko kraljevo glasbeno akademijo v Stockholmu, Glasbeni konservatorij v francoskem Orleansu ter šolo Švedske kraljeve opere. Poleg oper prepeva tudi operete, šansone, jazz ter nastopa v kabaretih in muzikalih. 
Leta 2009 je s pesmijo La voix (odpeto deloma v angleščini deloma v francoščini) predstavljala Švedsko na Pesmi Evrovizije v Moskvi ter se uvrstila v finale, kjer je zasedla 21. mesto.

## Diskografija
- My Love (BIS)
- Cabaret Songs (BIS)
- Songs in Season (Nytorp Musik)
- Nachtgesänge (Col legno)
- The High Mass (Deutsche Grammophone)

## DVD-ji
- Die Fledermaus (Glyndebourne Festival Opera)
- Julie (Boesmans)
- Hercules (William Christie)